# 알렉세이 야신
알렉세이 발레리예비치 야신(러시아어: Алексе́й Вале́рьевич Я́шин, 1973년 11월 5일 ~ )은 러시아의 은퇴한 아이스하키 선수로 포지션은 센터이다.